# Chelicerca trica
Chelicerca trica är en insektsart som beskrevs av Ross 2003. Chelicerca trica ingår i släktet Chelicerca och familjen Anisembiidae. Inga underarter finns listade i Catalogue of Life.